# 14-es busz (Nagykanizsa)
A nagykanizsai 14-es jelzésű autóbusz a Városkapu körút és a Ligetváros között közlekedik. A vonalat a Volánbusz üzemelteti.

## Útvonala
| Ligetváros felé | Városkapu körút felé |
| --- | --- |
| Városkapu körút – Zemplén Győző utca – Kazanlak körút – Rózsa utca – Teleki utca – Kórház utca – Kossuth Lajos tér – Kisfaludy Sándor utca – Csengery út – Ligetváros | Ligetváros – Csengery út – Kisfaludy Sándor utca – Kossuth Lajos tér – Kórház utca – Teleki utca – Rózsa utca – Kazanlak körút – Zemplén Győző utca – Városkapu körút |

## Megállóhelyei
Az átszállási kapcsolatok között a 14C és 14Y buszok nincsenek feltüntetve!
| 0  | Városkapu körút végállomás                    | 17 | 4, 6, 6A, 6C, 6Y, C3, C9, C33, C91                |                                                                                                |
| 2  | Rózsa utca                                    | 15 | 4, 6, 6A, 6C, 6Y, C9, C33, C91                    | Hevesi Óvoda                                                                                   |
| ∫  | Szolgáltatóház                                | 14 | 4, 6A, 6C, C9, C91                                | Hevesi Óvoda, Hevesi Sándor Általános Iskola                                                   |
| 5  | Attila utca - Rózsa utca                      | 12 | 4, 6A                                             | Szivárvány EGYMI, Attila Óvoda, Rózsa Óvoda                                                    |
| 6  | Rózsa utca 1-2.                               | 11 | 4, 6A                                             | Kőrösi Csoma Sándor Általános Iskola                                                           |
| 7  | Kórház, bejárati út (Teleki utca)             | 10 | 4, 6, 6A, 6Y, 10, 10Y, 20, 20Y, 21, 21E, 21Y, C33 | Kanizsai Dorottya Kórház, Vackor Óvoda, Dr. Mező Ferenc Gimnázium és Szakközépiskola           |
| 8  | Kórház utca                                   | 9  | 20, 20Y, 21, 21E, 21Y, C33                        | Kanizsai Dorottya Kórház, Tűzoltóparancsnokság                                                 |
| 9  | Kisfaludy - Batthyány utcai sarok             | 8  | 20, 20Y, 21, 21E, 21Y, C33                        |                                                                                                |
| 10 | Csengery - Kisfaludy utcai sarok              | 7  | 8, 8Y, 20, 20Y, 21, 21E, 21Y, C33                 | Kisfaludy Óvoda, Evangélikus templom                                                           |
| 11 | Csengery út 55-58.                            | 6  | 8                                                 | Kanizsa Uszoda és Strandfürdő, Zsigmondy Vilmos Szakképző Iskola, Kodály Zoltán Művelődési Ház |
| 12 | Csengery út 87. (Korábban: Véndiófa vendéglő) | 5  | 8, 8Y                                             |                                                                                                |
| 14 | Csengery út 111. (Korábban: Sörgyár)          | 3  | 8, 8Y                                             |                                                                                                |
| 16 | Csengery út 113.                              | 1  | 8, 8Y                                             |                                                                                                |
| 17 | Ligetváros végállomás                         | 0  | 8, 8Y                                             |                                                                                                |